# Xarànitsa
Xarànitsa (en rus: Шараница) és un poble de l'óblast de Kírov, a Rússia, segons el cens del 2010 tenia 172. Pertany al districte d'Arbaj.